# Dąbrówka Królewska
Dąbrówka Królewska is een plaats in het Poolse district  Grudziądzki, woiwodschap Koejavië-Pommeren. De plaats maakt deel uit van de gemeente Gruta en telt 700 inwoners.